# Nieuport IV
Le Nieuport IV était un avion de reconnaissance de compétition et d’entraînement de fabrication française du début des années 1910.

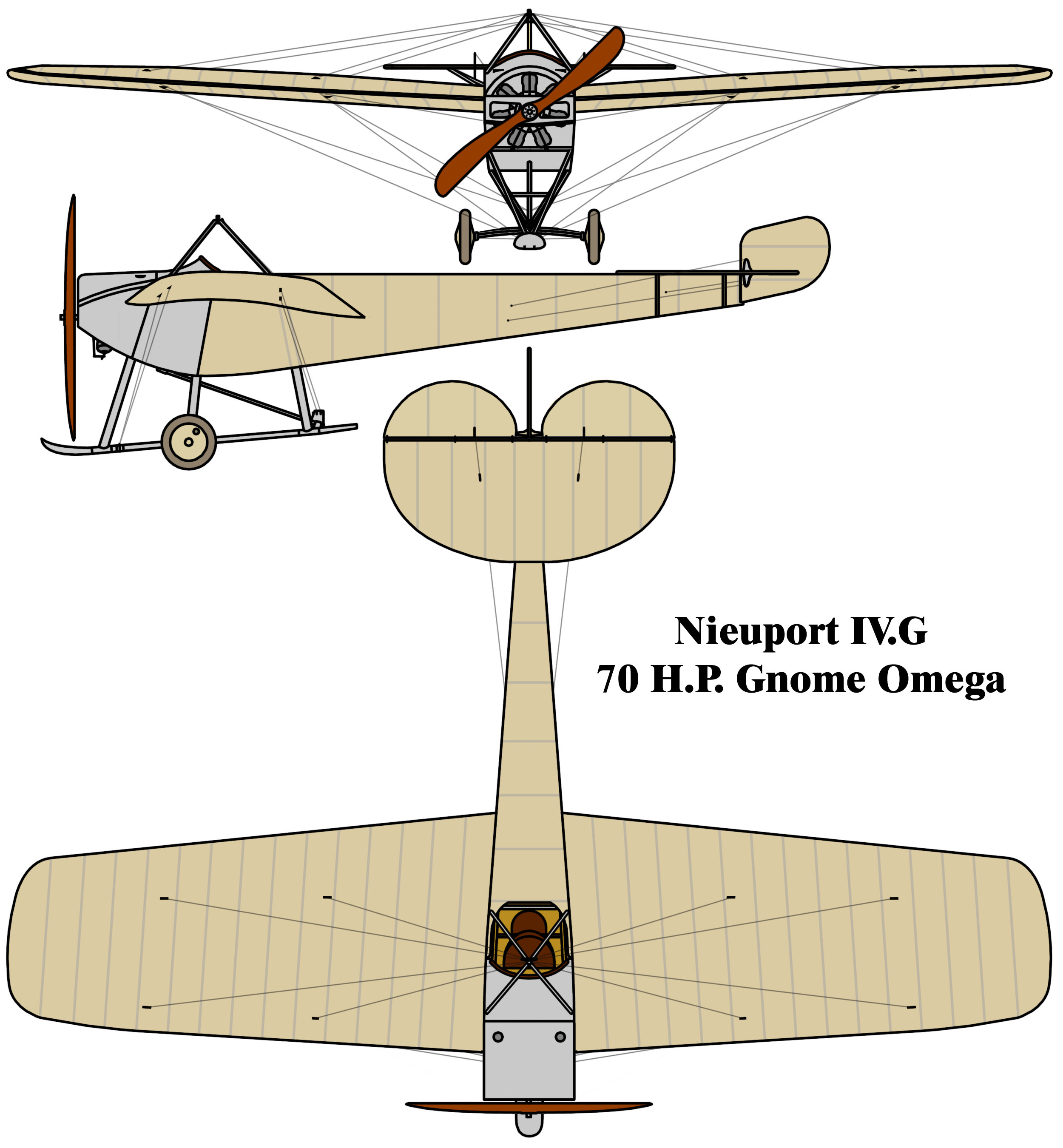

## Étude et développement
La Société Anonyme des Établissements Nieuport a été créée en 1909 par Édouard de Nieuport.
Le Nieuport IV était une évolution de la première série des Nieuport monoplans, qui a débuté par le monoplace Nieuport I. Il a été initialement conçu comme un monoplan biplace de compétition, mais a rapidement trouvé des clients dans les forces aériennes de plusieurs pays. Il a d'abord été propulsé par un moteur rotatif de 50 ch (37 kW), qui fut plus tard remplacé par une motorisation de 70 ch (52 kW).

## Histoire opérationnelle
Le premier Nieuport IV a été construit en 1911. La conception a été approuvée par les armées de l'air de plusieurs pays, dont l'armée de l'air suédoise qui comptait quatre modèles IVG en 1912, marquant le début de l’équipement de cette force. Le IVG a été l'un des principaux avions utilisés par l'armée de l'air impériale russe durant ses années de formation. Le lieutenant Piotr Nesterov a effectué le tout premier looping sur un modèle IV le 27 août 1913 au-dessus de Kiev.

## Variantes
IVmodèle civil de base
IVGmodèle militaire
IVHmodèle équipé de flotteurs
IVMversion d'observation avec un Gnome de 100 ch.

## Survivants
La Force aérienne suédoise a maintenu son premier modèle IV en état de navigabilité jusqu'en 1965. Cet avion est aujourd'hui conservé au Flygvapenmuseum à Malmen près de Linköping. Le Museo del Aire à Cuatro Vientos, près de Madrid a une réplique grandeur nature d'un de leurs modèles IV.

## Opérateurs

### Militaires
(source : Priswell)
 Argentine
 Grèce
 Empire russe
 Italie
 Japon
 Roumanie
 Thaïlande
 Espagne
 Suède
- Marine suédoise

 Royaume-Uni

## Caractéristiques (IVM)

### Caractéristiques générales
- Équipage: 1
- Capacité: 1 passager
- Longueur: 8,2 m
- Envergure: 12,1 m
- Surface alaire: 22,0 m2
- Poids à vide: 483 kg
- Motorisation: 1 x Gnome piston rotatif, de 75 kW (100 ch)

### Performances
- Vitesse maximale: 120 km/h
- Temps de montée: 12 minutes 40 secondes à 500 m

## références
1. 1 2  Green, 1965, p. 347
2. ↑  Priswell
3. ↑  Mars.ark
4. ↑  Green, p. 346
5. ↑  Ogden, 2006, p. 484
6. ↑  Ogden, 2006, p. 470

- (en) William Green, The Aircraft of the World, Macdonald & Co (Publishers) Ltd, 1965
- (en) Bob Ogden, Aviation Museums and Collections of Mainland Europe, Tonbridge, Air-Britain (Historian) Ltd, 2006 (ISBN 978-0-85130-375-8, LCCN 2007386101)

- (en) Cet article est partiellement ou en totalité issu de l’article de Wikipédia en anglais intitulé « Nieuport IV » (voir la liste des auteurs).